# Ибря
Ибря (тат. Өбрә) — деревня в Высокогорском районе Республики Татарстан, в составе Альдермышского сельского поселения.

## География
Деревня находится на реке Саинка, в 15 км к северо-западу от районного центра — посёлка Высокая Гора.

## История
Основание деревни относят к периоду Казанского ханства.
В сословном плане, в XVIII веке и до 1860-х годов жители деревни числились государственными крестьянами. Их основные занятия в этот период — земледелие и скотоводство, были распространены печной, чеботарный и портняжный промыслы.
В «Списке населенных мест по сведениям 1859 года», изданном в 1866 году, населённый пункт упомянут как казённая деревня Ибра 3-го стана Казанского уезда Казанской губернии. Располагалась при безымянном ключе, по левую сторону Уржумского торгового тракта, в 25 верстах от губернского города Казани и в 25 верстах от становой квартиры в казённой деревне Верхние Верески. В деревне в 42 дворах жили 433 человека (224 мужчины и 209 женщин). Была мечеть.
В 1900-х годах в деревне, по сведениям из первоисточников, существовали мечеть, а также две мелочные лавки. В этот период земельный надел сельской общины составлял 630,3 десятин.
До 1920 года деревня входила в Студёно-Ключинскую волость Казанского уезда Казанской губернии. С 1920 года в составе Арского кантона ТАССР. С 10 августа 1930 года в Дубъязском, с 1 февраля 1963 года в Зеленодольском, с 12 января 1965 года в Высокогорском районах.
В 1931 году в деревне был организован колхоз, с 1994 года сельскохозяйственный производственный кооператив «Маяк».

## Население
| 1782 | 1859 | 1897 | 1908 | 1920 | 1926 | 1938 | 1949 | 1958 | 1970 | 1989 | 2002 | 2010 | 2017 |
| ---- | ---- | ---- | ---- | ---- | ---- | ---- | ---- | ---- | ---- | ---- | ---- | ---- | ---- |
| 51   | 433  | 680  | 671  | 528  | 642  | 599  | 454  | 344  | 263  | 150  | 153  | 148  | 148  |

Национальный состав села — татары.

## Экономика
Полеводство, животноводство.

## Инфраструктура
Дом культуры, музей Салиха Сайдашева (с 1990 г.).

## Религия
Мечеть (с 1994 года).

## Известные люди
С селом связана судьба выдающегося татарского композитора Салиха Сайдашева, дед и отец которого родились в деревне; сам композитор неоднократно бывал в деревне.